# Violeta Manushi
Violeta Manushi (ur. 5 marca 1926 w Korczy, zm. 27 lipca 2007 w Tiranie) – albańska aktorka.

## Życiorys
Po ukończeniu szkoły podstawowej w rodzinnym mieście, w wieku 12 lat zaczęła zarabiać na życie pracą fizyczną w jednej z drukarni korczańskich. Podobną pracę wykonywała także w drukarni „Dielli”, już po przeprowadzce rodziny do Tirany. W 1945 roku wraz z grupą robotników wystąpiła po raz pierwszy w spektaklu teatralnym, przygotowanym dla wojska z okazji 1 maja. Jak wspominała po latach, pierwszy raz wystąpiła na scenie wypełniając wydany jej rozkaz. Wtedy po raz pierwszy ujawnił się jej talent aktorski, dostrzeżony przez obecnego na spektaklu reżysera Sokrata Mio. Tworzony od podstaw w Tiranie Teatr Ludowy (alb. Teatri Popullor) nie dysponował odpowiednią liczbą doświadczonych aktorów (zwłaszcza kobiet), co skłoniło dyrekcję do poszukiwania zdolnych amatorów. Wśród nich znalazła się też Manushi, która w 1946 zadebiutowała na deskach teatru rolą Filomeny w komedii Qypi me flori (Złoty wąwóz) Gjona Karmy. Na tej scenie, nazwanej później Teatrem Narodowym (alb. Teatri Kombetar) występowała przez 48 lat. Równocześnie z grą w teatrze uzupełniała braki w wykształceniu. Grała głównie w dramatach autorów albańskich, ale ma na swoim koncie także role w dramatach obcych. Wśród kilkudziesięciu ról, które zagrała, była Betty (Bertolt Brecht, Kariera Arturo Ui), a także rola Dulskiej (G.Zapolska, Moralność Pani Dulskiej) - prawdopodobnie w pierwszej albańskiej inscenizacji tego dramatu. W 2004 po długiej przerwie pojawiła się na scenie Teatru Narodowego w dramacie Ruzhdi Pulahy Streha e të harruarve.
Violeta Manushi zagrała także w kilkunastu filmach, jej debiutem filmowym była w roku 1958 - Tana. Nagrodę państwową otrzymała za główną rolę Olgi w komedii Zonja nga qyteti (Pani z miasta). Za swoją pracę otrzymała także Order Naima Frashëriego oraz tytuł Artysty Ludu. Po przejściu na emeryturę została zapomniana. Prasa albańska przypomniała jej sylwetkę, kiedy ukończyła 80 lat życia. Zmarła w nędzy, przez ostatnie miesiące życia obłożnie chora.

## Pamięć
W 2013 we wsi Tushemisht (okręg Pogradec) stanął pomnik upamiętniający postać Ollgi, którą zagrała Manushi w filmie Zonja nga qyteti (dłuta Sadika Spahiji i Vasillaqa Kolevicy). Imię aktorki nosi jedna z ulic we wschodniej części Tirany.

## Role filmowe
- 1958: Tana
- 1961: Debatik
- 1965: Vitet e para (Pierwsze lata) jako Lonevica
- 1969: Plagë te vjetra (Stare rany) jako matka Very
- 1969: Perse bie kjo daulle
- 1970: Gjurma jako teściowa
- 1973: Mimoza llastica jako babka
- 1975: Gjenerali i ushtrise se vdekur (Generał martwej armii) jako Nice
- 1976: Zonja nga qyteti (Pani z miasta) jako Ollga
- 1977: Zemrat, qe nuk plaken jako żona Azema
- 1979: Pertej mureve te gurta jako babka Asimeji
- 1980: Shoqja nga fshati (Towarzyszka ze wsi) jako Ollga
- 1982: Nje vonese e vogel jako staruszka
- 1984: Taulanti kërkon një motër (Taulant chce mieć siostrę) jako Terja
- 1986: Rrethimi i vogel jako Frosa
- 1987: Eja jako Ruzhdija
- 1987: Telefoni i nje mengjesi jako bufetowa
- 1990: Inxhineri i minieres jako matka